# Fiordi della Norvegia
Lista alfabetica dei fiordi norvegesi.

## Lista in ordine alfabetico

Geirangerfjord

- Adventfjorden
- Altafjord
  - Langfjorden
  - Kåfjorden
  - Korsfjorden
- Astafjorden
- Balsfjorden
- Batnfjord
- Boknafjord
- Byfjorden (Hordaland)
- Byfjorden (Rogaland)
- Eidangerfjord
- Erfjord
- Finnøyfjord
- Fisterfjord
- Fognafjord
- Foldfjord
- Frierfjord
- Førdefjord
- Gandsfjord
- Gapafjord
- Gardssundfjord
- Geirangerfjord
- Grindafjord
- Hardangerfjord
- Herdlefjord
- Hervikfjord
- Hidlefjord
- Hjeltefjord
- Hjørundfjord
- Hylsfjord
- Høgsfjord
- Høyangfjord
- Håsteinsfjord
- Iddefjord
- Idsefjord
- Indre Oslofjord
- Jelsafjord
- Jøsenfjord
- Kvænangen
- Kvitsøyfjord
- Laksefjord
- Langangsfjord
- Loddefjord
- Lyngenfjorden
- Lysakerfjorden
- Lysefjorden
- Malangen
- Mefjorden
- Melfjorden
- Midtgulen
- Namsfjorden
- Nordalsfjord
- Nordgul
- Nordfjord
- Nærøyfjord
- Ofotfjord
- Ombofjord
- Orkdalsfjord
- Ormefjord
- Oslofjord
- Osterfjord
- Romsdalsfjord
- Sandefjordsfjord
- Sandeidsfjord
- Sandsfjord
- Saudafjord
- Skjoldafjord
- Skudenesfjord
- Sognefjord
- Stavfjord
- Storfjord, Møre og Romsdal
- Storfjord, Troms
- Storfjord, Svalbard
- Sørfjord
- Sørgul
- Talgjefjord
- Tingvollfjorden
- Tjongsfjord
- Tomrefjord
- Trondheimsfjord
- Tyssefjord
- Ullsfjord, Finnmark
- Ullsfjord, Troms
- Varangerfjord
- Vefsnfjord
- Vestfjord
- Vestfjord, Nordkapp
- Vestfjord, Oslofjorden
- Vestfjord, Tinn
- Vatsfjord
- Vetlefjord
- Vindafjord
- Vinnspoll
- Værangfjord
- Yrkefjorden
- Ytre Oslofjord
- Øksfjord, Finnmark
- Øksfjord, Nordland
- Økstrafjorden
- Åfjorden
- Åmøyfjord
- Årdalsfjord

## I fiordi più lunghi nel territorio norvegese
| Posizione | Nome                                      | Lunghezza (km) |
| --------- | ----------------------------------------- | -------------- |
| 1         | Sognefjord (Solund–Skjolden)              | 204            |
| 2         | Hardangerfjord (Bømlo–Odda)               | 179            |
| 3         | Trondheimsfjord (Agdenes–Steinkjer)       | 126            |
| 4         | Porsangerfjord (Sværholtklubben–Brennelv) | 123            |
| 5         | Storfjord (Hareidlandet–Geiranger)        | 110            |
| 6         | Nordfjord (Husevågøy–Loen)                | 106            |
| 7         | Oslofjord (Færder–Oslo)                   | 100            |

## I fiordi più lunghi delle Svalbard
| Posizione | Nome            | Lunghezza (km) |
| --------- | --------------- | -------------- |
| 1         | Wijdefjorden    | 108            |
| 2         | Isfjorden       | 107            |
| 3         | Van Mijenfjord  | 83             |
| 4         | Woodfjord       | 64             |
| 5         | Wahlenbergfjord | 46             |